# Chacaltianguis
Chacaltianguis es una localidad del estado mexicano de Veracruz. Es cabecera del municipio de Chacaltianguis.

## Demografía
| Censo | Población |
| ----- | --------- |
| 1900  | 1 496     |
| 1910  | 3 222     |
| 1921  | 2 577     |
| 1930  | 2 566     |
| 1940  | 2 125     |
| 1950  | 2 832     |
| 1960  | 2 696     |
| 1970  | 3 809     |
| 1980  | 4 673     |
| 1990  | 4 268     |
| 1995  | 4 177     |
| 2000  | 3 997     |
| 2005  | 3 976     |
| 2010  | 4 133     |
| 2020  | 3 855     |